# Тулуман Ірина Саливонівна
Ірина (Ярина) Саливонівна Тулуман (?, тепер Шполянського району Черкаської області — ?) — українська радянська діячка, новатор сільськогосподарського виробництва, ланкова колгоспу імені Шевченка Шполянського району Черкаської області. Депутат Верховної Ради УРСР 4-го скликання.

## Біографія
Народилася в селянській родині.
З 1940-х років —  ланкова колгоспу імені Шевченка села Терешки Шполянського району Черкаської області. Збирала високі врожаї кукурудзи.
Потім — на пенсії.

## Нагороди
- орден Леніна (26.02.1958)
- ордени
- медалі